# Klakegg
Klakegg – wieś w zachodniej Norwegii, w okręgu Sogn og Fjordane, w gminie Jølster. Wieś położona jest nad rzeką Stardalselva, w niedalekiej odległości od jeziora Breimsvatnet, wzdłuż europejskiej trasy E39. Klakegg leży 5 km na północ od centrum administracyjnego gminy - Skei i około 14 km na południe od miejscowości Byrkjelo.